# Szymon Szwarc
Szymon Szwarc (ur. 1986 w Reszlu) – polski poeta, muzyk, animator kultury. Skończył filologię polską na UMK w Toruniu. Wiersze publikował w „Kresach”, „Wyspie”, „Tyglu Kultury”, „Ricie Baum”, „Portrecie”. Stypendysta Marszałka Województwa Kujawsko-Pomorskiego i Miasta Torunia. Członek zespołów Jesień, Święto zmarłych, Rozwód. Współtwórca toruńskiego kolektywu animacyjnego „Rolnictwo miejskie”, z którym organizuje wydarzenia literackie, Nanofestival i wydaje zin „Rolnictwo miejskie”.

## Poezja
- Kot w tympanonie (Rita Baum, Wrocław 2012)[2]
- Umowa o dzieło (WBPiCAK, Poznań 2014)[3]
- Cukry złożone (WBPiCAK, Poznań 2020)[4]

## Muzyka
- O (Złe Litery, Toruń 2015)
- Jeleń (Music Is the Weapon, Gdynia 2016)[5].